# Wola Skromowska (gmina)
Wola Skromowska (od 1870 Firlej) – dawna gmina wiejska istniejąca do 1870 roku w guberni lubelskiej. Siedzibą władz gminy była Wola Skromowska.
Za Królestwa Polskiego gmina Ratoszyn należała do powiatu lubartowskiego w guberni lubelskiej. 13 stycznia 1870 do gminy przyłączono pozbawiony praw miejskich Firlej, po czym gminę przemianowano na Firlej.